# La Libertad (Huehuetenango)
La Libertad è un comune del Guatemala facente parte del dipartimento di Huehuetenango.